# Nicolás Lodeiro
Marcelo Nicolás Lodeiro Benítez (Paysandú, 21 de março de 1989) é um futebolista uruguaio que atua como meia. Atualmente, joga pelo Nacional, do Uruguai.

## Clubes

### Nacional
Desde das categorias de bases, Nicolás era visto como uma joia no clube por sua técnica e habilidade na construção de jogadas com a perna esquerda, principalmente nos dribles e passes. Sua baixa estatura e pouco peso lhe proporcionam uma agilidade e velocidade que complementam seu estilo de jogo. E que lhe renderam uma comparação com o estilo de jogo do argentino Lionel Messi durante a sua passagem pelo clube uruguaio.
Revelado pelo Nacional com apenas 18 anos em 2007, Nico começou a ganhar espaço no clube aos poucos, obtendo destaque em 2009, sendo eleito o melhor jogador do Sul-Americano Sub-20 e do Copa do Mundo Sub-20 pela Celeste Olímpica, além de ter sido nomeado o melhor jogador atuante no Uruguai após conquistar títulos nacionais pelo clube e o ajudar a chegar em uma semifinal de Copa Libertadores da América perdendo apenas para o Estudiantes, futuro campeão da competição. Este fato lhe rendeu uma convocação para a Seleção Uruguaia durante as Eliminatórias da Copa do Mundo de 2010 e uma transferência para o Ajax da Holanda rendendo US$ 5,6 milhões aos cofres do clube.  Nico se transferiu ao novo clube recebendo muitos elogios do seu compatriota Luiz Suárez, que também atuava no clube holandês e que o conhecia desde das bases do time uruguaio. Esse fato foi decisivo para o time holandês entrar forte na disputa pelo jogador uruguaio contra o Barcelona e Atlético de Madrid da Espanha, Liverpool da Inglaterra, Napoli da Itália e Az da Holanda.

### Ajax

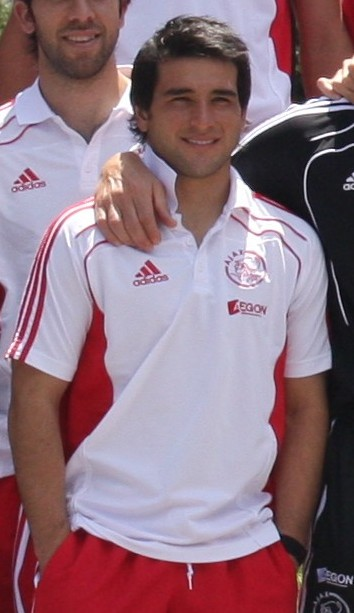
Lodeiro no Ajax

Durante este período, Nico teve uma passagem boa pela Holanda e ajudou o Ajax a conquistar títulos nacionais, mas o meia uruguaio teve um rendimento abaixo do esperado, muito, por causa das seguidas lesões sofridas, o que comprometeu sua passagem no clube holandês. Nico chegou a ficar quase 1 ano no estaleiro durante a sua passagem na Holanda. O time holandês queria renovar com Nico, mas o meia uruguaio optou por não renovar com o Ajax em busca de novos ares para poder se recuperar da sua última lesão sofrida e jogar o seu melhor futebol.

### Botafogo
Após sua saída do Ajax, Nicolás queria um clube perto de casa, ou seja, um clube da América do Sul e acabou escolhendo o Botafogo como novo clube, onde teve a indicação do seu compatriota Loco Abreu. O Botafogo teve que disputá-lo com o Corinthians e Palmeiras de São Paulo e Grêmio do Rio Grande do Sul, além do rival Flamengo. Nico se transferiu ao Botafogo em julho de 2012, juntamente com a estrela internacional, o Holandês Clarence Seedorf, e se apresentou após as Olimpíadas de Londres. Nico deixou o time holandês sob lamentos do ex-jogador e atualmente coordenador de base do Ajax, Ronald de Boer, que destacou o potencial do uruguaio e afirmando que o Botafogo não se arrependerá da aquisição feita. Quando voltou das Olimpíadas, Nico chegou a receber elogios de Seedorf, seu ídolo de infância, que falou que conhecia o talento do uruguaio por ter jogado no Ajax também e pelo fato de acompanhar jogos do time holandês.
Sua estreia com a camisa do Botafogo foi no empate de 1 a 1 contra a Portuguesa no dia 12 de agosto de 2012. O treinador Oswaldo de Oliveira elogiou sua atuação. Nico estava jogando o seu melhor futebol, mas o seu desempenho cresceu na reta final do Campeonato Brasileiro tendo o seu número de assistências destacados pela mídia esportiva no Brasil. Em 2013, Nico começou bem a Taça Guanabara e foi um dos jogadores que cresceu durante a fase final da competição contra os rivais locais Flamengo e Vasco, o que lhe rendeu o seu primeiro título no clube carioca.
Feliz com o triunfo botafoguense na Taça Guanabara de 2013, seu primeiro título com a camisa do clube, Lodeiro projetou novos títulos com o Glorioso. "Pretendo fazer as coisas bem, ganhar muitos títulos, ficar mais muito tempo no Botafogo." Diz o uruguaio. "No pouco tempo que estou aqui, ano passado terminou muito bem e começar 2013 dessa maneira é muito bom para mim. Quero continuar por esse caminho e fazer as coisas ainda melhor". Na Taça Rio de 2013, Nico cresceu de desempenho, principalmente nos jogos em que Seedorf esteve ausente, e se tornou o artilheiro do segundo turno e do time no Campeonato Carioca, além de ter sido o garçom da equipe. O Botafogo derrotou facilmente o Resende e o Fluminense na fase mata-mata, se consagrando assim campeão da Taça Rio e do Carioca, com Nico sendo eleito um dos melhores jogadores da competição, sendo que para muitos torcedores o uruguaio merecia a bola de ouro da competição, que ficou com o holandês Clarence Seedorf. Mesmo sem o prêmio de melhor jogador, o uruguaio foi escolhido para a seleção do campeonato, junto de outros 6 jogadores de seu time. As suas grandes atuações chamaram a atenção do Milan da Itália.
Em 1 de junho de 2013, marcou os dois gols da vitória sobre o Cruzeiro por 2 a 1 em Volta Redonda no Raulino de Oliveira.
Campeão Carioca de 2013 com o Botafogo, foi eleito para a Seleção do campeonato e foi o vice-artilheiro do campeonato com 8 gols.

### Corinthians
Em 29 de maio de 2014, assinou um contrato de 4 anos e meio com o Corinthians.

### Boca Juniors
No dia 1 de fevereiro de 2015, foi anunciada a sua venda para o Boca Juniors, por US$ 2,8 milhões (o equivalente a R$ 7,5 milhões) por 50% de seus direitos.

### Seattle Sounders
No dia 27 de julho, foi anunciado como novo reforço do Seattle Sounders, clube norte-americano, por US$ 15 milhões (o equivalente a R$52,4 milhões).

## Seleção Uruguaia

### Categorias de Base
Nico é convocado pela Celeste Olímpica desde das divisões de base, com direito a nomeação de melhor jogador da Sul-Americano sub-20 e com isso ajudando a sua equipe a alcançar um quarto lugar,sendo o melhor resultado da sua seleção desde 1999 ao lado do resultado de 2007, mas a campanha de 2009 supera a de 2007. Ainda neste ano, Nico também foi eleito o melhor jogador do Copa do Mundo sub-20. Nico chegou a ser capitão da seleção de base nessas duas competições. Apesar de não ter conseguido levar o título para o Uruguai, o prêmio individual de melhor jogador do Mundial sub-20 foi um feito muito grande visto que jogadores como o argentino Diego Maradona também conquistaram o prêmio individual.

### Repescagem da Copa do Mundo de 2010
Após o seu desempenho no Nacional e nas divisões de base do Uruguai, Nico estreou pela seleção principal em novembro de 2009 , nos dois jogos da repescagem contra a Costa Rica, que valiam uma vaga na Copa do Mundo do ano seguinte e foi eleito o melhor em campo no segundo jogo, além de ter começado a jogada que originou no gol de Abreu que colocou o Uruguai em uma Copa do Mundo após 8 anos.

### Copa do Mundo FIFA de 2010

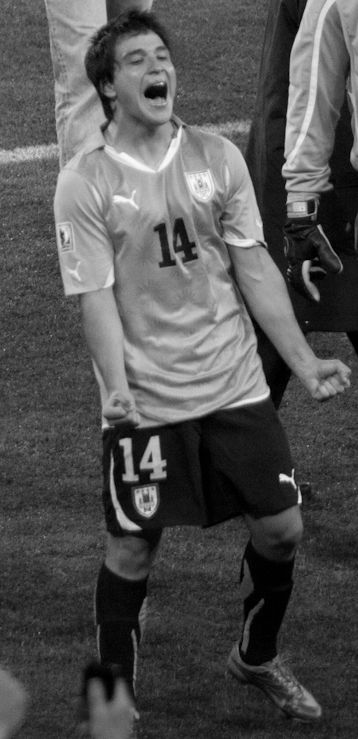
Lodeiro na Copa do Mundo.

Satisfeito com o desempenho do jogador nas duas partidas, o treinador Oscar Tabárez o incluiu na lista dos 23 convocados para a Copa do Mundo de 2010. Logo no primeiro jogo do Uruguai na Copa, contra a França, Lodeiro foi expulso em um lance de azar após entrar no decorrer da partida. 
Lodeiro voltou no jogo contra a Coréia do Sul e ajudou a equipe. O uruguaio encerrou a sua participação na competição ao se fraturar no jogo contra a Gana em que colocou o Uruguai em uma semifinal de Copa do Mundo, algo que não acontecia desde 1970. Na fase seguinte,o Uruguai sem Nico, Diego Lugano e Luiz Suárez foi eliminado pela Holanda após erros de arbitragem e ainda ficou com a quarta colocação após perder para a Alemanha na disputa de terceiro lugar.

### Copa América de 2011
Em 2011, Nicolás Lodeiro fez parte da equipe campeã da Copa América de 2011 ajudando e muito a equipe em jogos difíceis como contra a Peru, Chile e México. A seleção uruguaia voltou a ser campeã após 16 anos e com isso provando que a campanha na Copa do Mundo no anterior não foi pura sorte como alguns afirmaram. Com a conquista do título,a Celeste Olímpica garantiu vaga na Copa das Confederações após 16 anos. Com a conquista da Copa América de 2011, o Uruguai voltou a ser o maior campeão isolado da competição.

### Jogos Olímpicos de 2012
No dia 26 de julho de 2012, na estreia da Seleção Uruguaia no Jogos Olímpicos de Londres de 2012 após 84 anos sem disputar a competição e do bi-olímpico da Celeste Olímpica, Nico começou como reserva, por causa dos problemas físicos que ele enfrentava na sua última lesão e entrou no decorrer da partida mudando totalmente o jogo, principalmente depois de ter marcado gol da vitória sobre a Seleção dos Emirados Árabes após o Uruguai ter começado o jogo perdendo. No jogo seguinte contra a Seleção de Gana, Nico recebeu uma chance como titular, apesar do tempo inativo, mas não conseguiu evitar a derrota por 2 a 0 após duas falhas da defesa. No terceiro jogo contra a Seleção da Inglaterra, Nico voltou ao banco, por causa do tempo inativo e também por opção tática do treinador sob forte protestos da torcida uruguaia que também já não havia concordado com a reserva de Nico no primeiro jogo. O meia uruguaio entrou no decorrer do jogo com o Uruguai perdendo por 1 a 0, mas não conseguiu mudar o jogo, por causa da afobação do time e também pelo mau desempenho dos jogadores acima de 23 anos, além das vaias que a sua equipe recebeu em Manchester e Londres, porque o seu companheiro de equipe, Luis Suárez, jogava em uma equipe rival dessas cidades. O Uruguai acabou, sendo eliminado na primeira fase, mesmo sendo a favorita ao ouro olímpico.

### Copa das Confederações e nova repescagem
Mesmo não estando no seu auge, Nico se tornou titular absoluto na seleção a partir do amistoso contra a Seleção da Espanha pela sua técnica e empenho que o sempre qualificaram como grande jogador. E ele foi convocado para representar a sua seleção na Copa das Confederações para tentar um título inédito em seu país, mas começou no banco contra a Seleção da Espanha por opção do treinador depois de ser muito elogiado pela crítica pelas atuações no início do ano. Nico entrou em campo e o Uruguai diminuiu a derrota para 2 a 1. Nico voltou a jogar na terceira rodada da primeira fase e foi escalado com os reservas contra a Seleção do Taiti com o objetivo de meter uma goleada, por causa dos saldos de gols da Nigéria e Espanha. O Uruguai sabia que não seria tão fácil, apesar dos resultados ruins do Taiti, pois se tratava de uma goleada e o Taiti surpreendeu a Itália em um empate heroico em um jogo-treino antes da Copa das Confederações. O Uruguai conseguiu golear o Taiti por 8 a 0 sem muito esforço com lodeiro fazendo um dos gols, apesar de ter jogado o segundo tempo com 1 jogador a menos e com isso a equipe se classificou para as semifinais da competição contra o Brasil.
Na semifinal, o Uruguai foi eliminado pelo Brasil em um jogo polêmico e na disputa de terceiro lugar, a Celeste perdeu para Itália nos pênaltis. Depois da competição, o Uruguai voltou a sua atenção e esforços para as Eliminatórias Sul-Americanas da Copa do Mundo de 2014, onde conseguiu uma recuperação na disputa após uma fase ruim, mas que decepcionou por não ter conseguido uma vaga direta na Copa do Mundo, obtendo uma vaga na Repescagem Intercontinental contra a Jordânia. Nico passou boa parte da competição revezando entre a titularidade e a reserva, mesmo com apoio da mídia uruguaia e até da  brasileira.
Antes do Confronto da Repescagem Intercontinental contra a Jordânia, Lodeiro ganhou a vaga de titular e não decepcionou dando passe e até fazendo o terceiro gol que praticamente liquidou o primeiro jogo na Ásia que teve como resultado final um placar de 5 a 0, o que praticamente garantiu a vaga para Copa do Mundo. No segundo jogo, o Uruguai garantiu o empate em 0 a 0 em casa sem muito esforço e se garantiu na Copa do Mundo do ano seguinte.

### Copa do Mundo de 2014
Após a surpreendente derrota para a Costa Rica, o Uruguai ficou em situação complicada no seu grupo, mas com duas vitórias sobre a Inglaterra e Itália e com Nico como titular, o Uruguai passou de fase como segundo colocado. Após a polêmica da mordida (ou golpe de bastidores), a Celeste perdeu Luis Suárez por suspensão e perdeu por um placar de 2 a 0 para a Colômbia, considerada pela mídia especializada como a melhor seleção das Américas e uma das grandes favoritas ao título, além de terem em seu elenco, James Rodríguez, que fez uma bela competição e sendo o jogador sensação da mesma.

## Estatísticas
Atualizado até 26 de julho de 2018

### Clubes
| Equipe            | Temporada         | Campeonato nacional[a] | Campeonato nacional[a] | Copa nacional[b] | Copa nacional[b] | Competições continentais[c] | Competições continentais[c] | Outros torneios[d] | Outros torneios[d] | Total | Total |
| Equipe            | Temporada         | Jogos                  | Gols                   | Jogos            | Gols             | Jogos                       | Gols                        | Jogos              | Gols               | Jogos | Gols  |
| ----------------- | ----------------- | ---------------------- | ---------------------- | ---------------- | ---------------- | --------------------------- | --------------------------- | ------------------ | ------------------ | ----- | ----- |
| Nacional          | 2007–08           | 8                      | 0                      | —                | —                | 2                           | 0                           | —                  | —                  | 10    | 0     |
| Nacional          | 2008–09           | 25                     | 4                      | —                | —                | 10                          | 4                           | —                  | —                  | 35    | 8     |
| Nacional          | 2009–10           | 8                      | 7                      | —                | —                | —                           | —                           | —                  | —                  | 8     | 7     |
| Nacional          | Total             | 41                     | 11                     | —                | —                | 12                          | 4                           | —                  | —                  | 53    | 15    |
| Ajax              | 2009–10           | 8                      | 0                      | 2                | 1                | 0                           | 0                           | —                  | —                  | 10    | 1     |
| Ajax              | 2011–12           | 13                     | 2                      | 1                | 0                | 5                           | 1                           | —                  | —                  | 19    | 3     |
| Ajax              | Total             | 21                     | 2                      | 3                | 1                | 5                           | 1                           | —                  | —                  | 29    | 4     |
| Botafogo          | 2012              | 18                     | 2                      | —                | —                | 1                           | 1                           | —                  | —                  | 19    | 3     |
| Botafogo          | 2013              | 26                     | 5                      | 8                | 1                | —                           | —                           | 16                 | 8                  | 50    | 14    |
| Botafogo          | 2014              | 3                      | 0                      | 0                | 0                | 8                           | 0                           | 5                  | 0                  | 16    | 0     |
| Botafogo          | Total             | 47                     | 7                      | 8                | 1                | 9                           | 1                           | 21                 | 8                  | 85    | 17    |
| Corinthians       | 2014              | 7                      | 0                      | 1                | 0                | —                           | —                           | 0                  | 0                  | 8     | 0     |
| Corinthians       | Total             | 7                      | 0                      | 1                | 0                | 0                           | 0                           | 0                  | 0                  | 8     | 0     |
| Boca Juniors      | 2015              | 21                     | 3                      | 5                | 2                | 5                           | 1                           | —                  | —                  | 31    | 6     |
| Boca Juniors      | 2016              | 9                      | 3                      | 1                | 0                | 9                           | 2                           | —                  | —                  | 19    | 5     |
| Boca Juniors      | Total             | 30                     | 6                      | 6                | 2                | 14                          | 3                           | —                  | —                  | 50    | 11    |
| Seattle Sounders  | 2016              | 19                     | 8                      | —                | —                | —                           | —                           | —                  | —                  | 19    | 8     |
| Seattle Sounders  | 2017              | 38                     | 7                      | 0                | 0                | —                           | —                           | —                  | —                  | 38    | 7     |
| Seattle Sounders  | 2018              | 14                     | 4                      | 0                | 0                | 3                           | 2                           | —                  | —                  | 17    | 6     |
| Seattle Sounders  | Total             | 68                     | 19                     | 0                | 0                | 3                           | 2                           | —                  | —                  | 74    | 21    |
| Total na carreira | Total na carreira | 217                    | 45                     | 18               | 4                | 43                          | 11                          | 21                 | 8                  | 298   | 68    |

- A. ^ Jogos do Campeonato Uruguaio, do Campeonato Holandês, do Campeonato Brasileiro, do Campeonato Argentino ou da Major League Soccer
- B. ^ Jogos da Copa da Holanda, da Copa do Brasil ou da Copa Argentina
- C. ^ Jogos da Copa Libertadores, da Liga dos Campeões, da Copa Sul-Americana ou da Liga dos Campeões da CONCACAF
- D. ^ Jogos do Campeonato Carioca

### Seleção Uruguaia
Ao todo, Lodeiro foi convocado para 100 partidas da Seleção Uruguaia, participando de 58 jogos.
Expanda a caixa de informações para conferir todos os jogos deste jogador, pela sua seleção nacional.
|    | Data                   | Competição                  | Local                |         | Placar   | Adversário        | Situação            |
| -- | ---------------------- | --------------------------- | -------------------- | ------- | -------- | ----------------- | ------------------- |
| 1  | 14 de novembro de 2009 | Repescagem Intercontinental | San José             | Uruguai | 1 — 0    | Costa Rica        | Saiu aos 15'/2°T    |
| 2  | 18 de novembro de 2009 | Repescagem Intercontinental | Montevidéu           | Uruguai | 1 — 1    | Costa Rica        | Saiu aos 39'/2°T    |
| 3  | 3 de março de 2010     | Amistoso                    | São Galo             | Uruguai | 3 — 1    | Suíça             | Saiu no intervalo   |
| 4  | 26 de maio de 2010     | Amistoso                    | Montevidéu           | Uruguai | 4 — 1    | Israel            | Entrou no intervalo |
| 5  | 11 de junho de 2010    | Copa do Mundo               | Cidade do Cabo       | Uruguai | 0 — 0    | França            | Entrou aos 18'/2°T  |
| 6  | 26 de junho de 2010    | Copa do Mundo               | Porto Elizabeth      | Uruguai | 2 — 1    | Coreia do Sul     | Entrou aos 29'/2°T  |
| 7  | 2 de julho de 2010     | Copa do Mundo               | Joanesburgo          | Uruguai | 1 — 1[a] | Gana              | Entrou no intervalo |
| 8  | 8 de junho de 2011     | Amistoso                    | Montevidéu           | Uruguai | 1 — 1[b] | Países Baixos     | Entrou no intervalo |
| 9  | 23 de junho de 2011    | Amistoso                    | Rivera               | Uruguai | 3 — 0    | Estónia           | Entrou aos 27'/2°T  |
| 10 | 4 de julho de 2011     | Copa América                | San Juan             | Uruguai | 1 — 1    | Peru              | Saiu aos 33'/2°T    |
| 11 | 8 de julho de 2011     | Copa América                | Mendoza              | Uruguai | 1 — 1    | Chile             | Entrou aos 33'/2°T  |
| 12 | 12 de julho de 2011    | Copa América                | La Plata             | Uruguai | 1 — 0    | México            | Entrou aos 23'/2°T  |
| —  | 26 de julho de 2012    | Jogos Olímpicos             | Manchester           | Uruguai | 2 — 1    | Emirados Árabes   | Entrou no intervalo |
| —  | 29 de julho de 2012    | Jogos Olímpicos             | Londres              | Uruguai | 0 — 2    | Senegal           | Saiu aos 30'/2°T    |
| —  | 1 de agosto de 2012    | Jogos Olímpicos             | Cardiff              | Uruguai | 0 — 1    | Grã-Bretanha      | Entrou aos 13'/2°T  |
| 13 | 16 de outubro de 2012  | Eliminatórias da Copa       | La Paz               | Uruguai | 1 — 4    | Bolívia           | Entrou aos 35'/1°T  |
| 14 | 14 de novembro de 2012 | Amistoso                    | Gdansk               | Uruguai | 3 — 1    | Polónia           | Saiu aos 34'/2°T    |
| 15 | 6 de fevereiro de 2013 | Amistoso                    | Doha                 | Uruguai | 1 — 3    | Espanha           | Saiu aos 32'/2°T    |
| 16 | 22 de março de 2013    | Eliminatórias da Copa       | Montevidéu           | Uruguai | 1 — 1    | Paraguai          | Titular             |
| 17 | 26 de março de 2013    | Eliminatórias da Copa       | Santiago             | Uruguai | 0 — 2    | Chile             | Saiu aos 37'/2°T    |
| 18 | 5 de junho de 2013     | Amistoso                    | Montevidéu           | Uruguai | 1 — 0    | França            | Saiu no intervalo   |
| 19 | 16 de junho de 2013    | Copa das Confederações      | São Lourenço da Mata | Uruguai | 1 — 2    | Espanha           | Entrou aos 18'/2°T  |
| 20 | 23 de junho de 2013    | Copa das Confederações      | São Lourenço da Mata | Uruguai | 8 — 0    | Taiti             | Titular             |
| 21 | 14 de agosto de 2013   | Amistoso                    | Sendai               | Uruguai | 4 — 2    | Japão             | Saiu aos 17'/2°T    |
| 22 | 10 de setembro de 2013 | Eliminatórias da Copa       | Montevidéu           | Uruguai | 2 — 0    | Colômbia          | Saiu no intervalo   |
| 23 | 13 de novembro de 2013 | Repescagem Intercontinental | Amã                  | Uruguai | 5 — 0    | Jordânia          | Saiu aos 29'/2°T    |
| 24 | 20 de novembro de 2013 | Repescagem Intercontinental | Montevidéu           | Uruguai | 0 — 0    | Jordânia          | Saiu aos 14'/2°T    |
| 25 | 5 de março de 2014     | Amistoso                    | Klagenfurt           | Uruguai | 1 — 1    | Áustria           | Entrou aos 19'/2°T  |
| 26 | 30 de maio de 2014     | Amistoso                    | Montevidéu           | Uruguai | 1 — 0    | Irlanda do Norte  | Entrou aos 19'/2°T  |
| 27 | 14 de junho de 2014    | Copa do Mundo               | Fortaleza            | Uruguai | 1 — 3    | Costa Rica        | Entrou aos 15'/2°T  |
| 28 | 19 de junho de 2014    | Copa do Mundo               | São Paulo            | Uruguai | 2 — 1    | Inglaterra        | Saiu aos 22'/2°T    |
| 29 | 24 de junho de 2014    | Copa do Mundo               | Natal                | Uruguai | 1 — 0    | Itália            | Saiu no intervalo   |
| 30 | 5 de setembro de 2014  | Amistoso                    | Sapporo              | Uruguai | 2 — 0    | Japão             | Titular             |
| 31 | 8 de setembro de 2014  | Amistoso                    | Goyang               | Uruguai | 1 — 0    | Coreia do Sul     | Saiu aos 17'/2°T    |
| 32 | 10 de outubro de 2014  | Amistoso                    | Jeddah               | Uruguai | 1 — 1    | Arábia Saudita    | Saiu aos 17'/2°T    |
| 33 | 13 de outubro de 2014  | Amistoso                    | Buraimi              | Uruguai | 3 — 0    | Omã               | Titular             |
| 34 | 13 de novembro de 2014 | Amistoso                    | Montevidéu           | Uruguai | 3 — 3[c] | Costa Rica        | Saiu aos 23'/2°T    |
| 35 | 18 de novembro de 2014 | Amistoso                    | Santiago             | Uruguai | 2 — 1    | Chile             | Saiu aos 18'/2°T    |
| 36 | 28 de março de 2015    | Amistoso                    | Agadir               | Uruguai | 1 — 0    | Marrocos          | Saiu aos 24'/2°T    |
| 37 | 6 de junho de 2015     | Amistoso                    | Montevidéu           | Uruguai | 5 — 1    | Guatemala         | Saiu no intervalo   |
| 38 | 13 de junho de 2015    | Copa América                | Antofagasta          | Uruguai | 1 — 0    | Jamaica           | Saiu aos 40'/2°T    |
| 39 | 16 de junho de 2015    | Copa América                | La Serena            | Uruguai | 0 — 1    | Argentina         | Saiu aos 24'/2°T    |
| 40 | 4 de setembro de 2015  | Amistoso                    | Cidade do Panamá     | Uruguai | 1 — 0    | Panamá            | Saiu no intervalo   |
| 41 | 8 de outubro de 2015   | Eliminatórias da Copa       | La Paz               | Uruguai | 2 — 0    | Bolívia           | Entrou aos 29'/2°T  |
| 42 | 13 de outubro de 2015  | Eliminatórias da Copa       | Montevidéu           | Uruguai | 3 — 0    | Colômbia          | Entrou aos 18'/1°T  |
| 43 | 12 de novembro de 2015 | Eliminatórias da Copa       | Quito                | Uruguai | 1 — 2    | Equador           | Saiu aos 18'/2°T    |
| 44 | 17 de novembro de 2015 | Eliminatórias da Copa       | Montevidéu           | Uruguai | 3 — 0    | Chile             | Saiu aos 14'/2°T    |
| 45 | 27 de maio de 2016     | Amistoso                    | Montevidéu           | Uruguai | 3 — 1    | Trinidad e Tobago | Saiu aos 45'/1°T    |
| 46 | 5 de junho de 2016     | Copa América Centenário     | Phoenix              | Uruguai | 1 — 3    | México            | Saiu no intervalo   |
| 47 | 9 de junho de 2016     | Copa América Centenário     | Filadélfia           | Uruguai | 0 — 1    | Venezuela         | Entrou aos 32'/2°T  |
| 48 | 13 de junho de 2016    | Copa América Centenário     | Santa Clara          | Uruguai | 3 — 0    | Jamaica           | Titular             |
| 49 | 1 de setembro de 2016  | Eliminatórias da Copa       | Mendoza              | Uruguai | 0 — 1    | Argentina         | Saiu aos 15'/2°T    |
| 50 | 6 de outubro de 2016   | Eliminatórias da Copa       | Montevidéu           | Uruguai | 3 — 0    | Venezuela         | Saiu aos 22'/2°T    |
| 51 | 15 de novembro de 2016 | Eliminatórias da Copa       | Santiago             | Uruguai | 1 — 3    | Chile             | Entrou aos 31'/2°T  |
| 52 | 10 de outubro de 2017  | Eliminatórias da Copa       | Montevidéu           | Uruguai | 4 — 2    | Bolívia           | Entrou aos 31'/2°T  |
| 53 | 14 de novembro de 2017 | Amistoso                    | Viena                | Uruguai | 1 — 2    | Áustria           | Entrou aos 34'/2°T  |
| 54 | 7 de setembro de 2018  | Amistoso                    | Houston              | Uruguai | 4 — 1    | México            | Entrou aos 23'/2°T  |
| 55 | 22 de março de 2019    | Copa da China               | Nanning              | Uruguai | 3 — 0    | Uzbequistão       | Entrou aos 16'/2°T  |
| 56 | 25 de março de 2019    | Copa da China               | Nanning              | Uruguai | 4 — 0    | Tailândia         | Saiu aos 22'/2°T    |
| 57 | 7 de junho de 2019     | Amistoso                    | Montevidéu           | Uruguai | 3 — 0    | Panamá            | Saiu aos 17'/2°T    |
| 58 | 16 de junho de 2019    | Copa América                | Belo Horizonte       | Uruguai | 4 — 0    | Equador           | Saiu aos 28'/2°T    |
| 59 | 20 de junho de 2019    | Copa América                | Porto Alegre         | Uruguai | 2 — 2    | Japão             | Saiu aos 27'/2°T    |
| 60 | 24 de junho de 2019    | Copa América                | Rio de Janeiro       | Uruguai | 1 — 0    | Chile             | Saiu no intervalo   |

Legenda:      Vitórias —      Empates —      Derrotas —  Capitão da equipe
a. ^ O Uruguai, após o empate no tempo normal e na prorrogação, se classificou para as semifinais da Copa do Mundo na disputa por pênaltis, vencendo por 4 a 2.
b. ^ O Uruguai, após o empate no tempo normal, venceu a disputa por pênaltis por 4 a 2.
c. ^ O Uruguai, após o empate no tempo normal, perdeu o amistoso nos pênaltis por 7 a 6.
|  | Gols | Data                   | Local                                          | Adversário             | Placar | Resultado | Competição                  |
|  | ---- | ---------------------- | ---------------------------------------------- | ---------------------- | ------ | --------- | --------------------------- |
|  | 1    | 23 de junho de 2011    | Estádio Atilio Paiva Olivera, Rivera, Uruguai  | Estónia                | 3–0    | 3–0       | Amistoso                    |
|  | —    | 26 de julho de 2012    | Estádio Old Trafford, Manchester, Inglaterra   | Emirados Árabes Unidos | 2–1    | 2–1       | Jogos Olímpicos             |
|  | 2    | 23 de junho de 2013    | Arena Pernambuco, São Lourenço da Mata, Brasil | Taiti                  | 5–0    | 8–0       | Copa das Confederações      |
|  | 3    | 13 de novembro de 2013 | Estádio Internacional de Amã, Amã, Jordânia    | Jordânia               | 3–0    | 5–0       | Repescagem Intercontinental |
|  | 4    | 6 de outubro de 2016   | Estádio Centenário, Montevidéu, Uruguai        | Venezuela              | 1–0    | 3–0       | Eliminatórias da Copa       |
|  | 5    | 16 de junho de 2019    | Mineirão, Belo Horizonte, Brasil               | Equador                | 1–0    | 4–0       | Copa América                |

## Títulos
Nacional
- Campeonato Uruguaio: 2008-09
- Torneio Apertura: 2008-09 e 2009-10
- Liga Pré-Libertadores: 2006-07 e 2007-08

Ajax
- Campeonato Holandês: 2010-11 e 2011-12
- Copa da Holanda: 2009-10

Botafogo
- Campeonato Carioca: 2013
- Taça Guanabara: 2013
- Taça Rio: 2013

Boca Juniors
- Campeonato Argentino: 2015
- Copa Argentina: 2014-15

Seattle Sounders
- MLS Cup: 2016,2019
- Conferência Oeste da MLS: 2016 e 2017
- Liga dos Campeões da CONCACAF: 2022

Seleção Uruguaia
- Copa América: 2011
- Copa da China: 2019

## Prêmios Individuais
| Ano  | Premiação                                       | Prêmio                      | Time             | Resultado | Ref.   |
| ---- | ----------------------------------------------- | --------------------------- | ---------------- | --------- | ------ |
| 2009 | Bola de Ouro do Campeonato Sul-Americano Sub-20 | Melhor jogador              | Uruguai Sub-20   | Venceu    | [ 18 ] |
| 2009 | Bola de Ouro do jornal El País                  | Melhor jogador do Uruguai   | Nacional         | Venceu    | [ 19 ] |
| 2009 | Rei das Américas                                | Melhor meia                 | Nacional         | Venceu    | [ 20 ] |
| 2013 | Melhores do Campeonato Carioca                  | Melhor meia-esquerda        | Botafogo         | Venceu    | [ 21 ] |
| 2016 | MLS Awards                                      | Melhor jogador de agosto    | Seattle Sounders | Venceu    | [ 22 ] |
| 2016 | MLS Awards                                      | Melhor recém-chegado do ano | Seattle Sounders | Venceu    | [ 23 ] |